# Ясенское сельское поселение
Ясенское се́льское поселе́ние — муниципальное образование в составе Ейского района Краснодарского края России. 
В рамках административно-территориального устройства Краснодарского края ему соответствует Ясенский сельский округ.
Административный центр — станица Ясенская.

## Население
| 2010  | 2012  | 2013  | 2014  | 2015  | 2016  | 2017  |
| ----- | ----- | ----- | ----- | ----- | ----- | ----- |
| 5636  | ↘5497 | ↘5443 | ↘5393 | ↗5403 | ↘5333 | ↘5284 |
| 2018  | 2019  | 2020  | 2021  | 2023  |       |       |
| ↗5291 | ↗5318 | ↗5325 | ↗5415 | ↗5467 |       |       |

## Населённые пункты
В состав сельского поселения (сельского округа) входят 3 населённых пункта:
| № | Населённый пункт   | Тип населённого пункта | Население (чел.) |
| - | ------------------ | ---------------------- | ---------------- |
| 1 | Шиловка            | хутор                  | ↘108             |
| 2 | Ясенская           | станица                | ↘4580            |
| 3 | Ясенская Переправа | посёлок                | ↘777             |